# Йелич, Матея
Матея Йелич (хорв. Matea Jelić; род. 23 декабря 1997, Книн, Шибенско-Книнская жупания) — хорватская тхэквондистка, чемпионка Олимпийских игр 2020 года, чемпионка Европы, призёр чемпионатов мира и Европы.

## Биография
Матея Йелич родилась 23 декабря 1997 года в хорватском городе Книн. 

### Спортивная карьера
Юниорские и молодёжные турниры
В 2011 году Матея впервые выступила на международном уровне. Она участвовала в открытом чемпионате Австрии среди кадетов и заняла первое место. В том же году Матея побеждает в открытых молодёжных чемпионатах Сербии и Хорватии. В 2012 и 2013 году она вновь побеждает в турнирах в Сербии и Хорватии, а так же в 2012 году побеждает в чемпионате Нидерландов, а в 2013 году становится серебряным призёром. В 2014 году становится чемпионкой мира, победив в молодёжном мировом первенстве.
Выступление во взрослой категории
В том же году впервые выступает во взрослой возрастной категории и становится бронзовым призёром открытых чемпионатов Австрии и Израиля. Побеждает в первенстве Хорватии.
В 2016 году становится бронзовым призёром чемпионата Европы.
С 2017 года участвует в соревнованиях Гран-При и Большого шлема и сразу становится бронзовым призёром в Лондоне, в 2018 году побеждает в Москве, в 2019 году выигрывает турнир в Риме. 
В 2021 году до, выступления на Олимпиаде 2020, побеждает на Чемпионате Европы и занимает второе место в открытом первенстве Испании. 
В 2023 году на чемпионате мира, который состоялся в Баку, в категории до 73 кг, Матея Йелич завоевала бронзовую медаль. В финальную схватку её не пустила спортсменка из Великобритании Ребекка Макгоуэн.

### Олимпиада 2020
В 1/8 финала она победила Ли Лорен из Гаити, в 1/4 финала Милену Титонели Гимараес из Бразилии, в 1/2 финала Пейдж Макферсон из США, а в финале, победив Лорен Уильямс из Великобритании, стала чемпионкой Олимпийских игр.